# Charles Santley

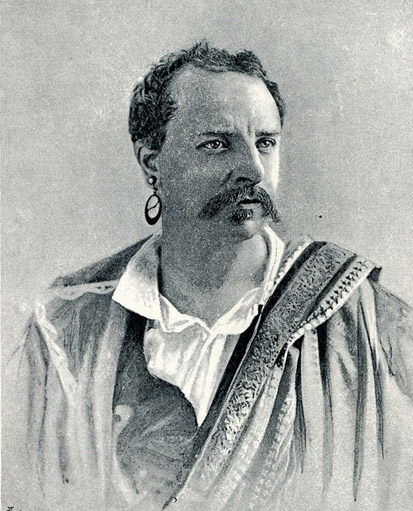
Charles Santley, um 1870

Sir Charles Santley (* 28. Februar 1834 in Liverpool; † 22. September 1922 in London) war ein britischer Opern- und Oratoriensänger (Bariton).

## Leben
Santley studierte von 1855 bis 1857 in Mailand bei Gaetano Nava. Er debütierte 1857 als Oratoriensänger an der St. Martin’s Hall in der Rolle des Adam in Joseph Haydns Schöpfung, im Folgejahr sang er an der Exeter Hall die Titelrolle in Mendelssohns Elias. Sein Debüt als Opernsänger gab er 1859 an der Covent Garden Opera als Hoël in Giacomo Meyerbeers komischer Oper Dinorah ou Le pardon de Ploërmel.
In der englischen Premiere von Charles Gounods Faust sang Santley den Valentin, 1868 die Titelrolle in
Wolfgang Amadeus Mozarts Don Giovanni in Manchester und 1870 in London die Titelrolle in Der fliegende Holländer, der ersten Aufführung einer Wagner-Oper in England. 1865–66 war er Gast am Teatro alla Scala in Mailand. Mit einer Aufführung des Fliegenden Holländer am Lyceum Theatre verabschiedete er sich 1876 von der Opernbühne.
Als Oratoriensänger war Santley weiterhin aktiv und trat u. a. dem Birmingham Festival  und beim Handel Festival in London auf. Daneben machte er sich auch als Liedsänger einen Namen. 1903 nahm er einige Balladen bei der Gramophone Company auf, später entstand auch Aufnahmen bei Columbia Records. 1880 konvertierte er zum katholischen Glauben und wurde 1887 von Papst Leo XIII. als Komtur mit Stern des Gregoriusorden ausgezeichnet. Am 16. Dezember 1907 wurde er als Knight Bachelor („Sir“) geadelt. Im Jahr 1911 gab er seine Abschiedsvorstellung, gab aber noch 1915 ein Konzert in Belgien. Er verfasste mehrere Gesangslehrbücher und zwei autobiographische Werke. Seine Schwester Catherine Santley wurde als Sängerin und Schauspielerin bekannt. Seine Tochter Edith Santley (* 1860) begann gleichfalls eine Laufbahn als Sängerin, die sie aber nach ihrer Heirat 1884 aufgab.